# Aeshna grandis
Espèce
Statut de conservation UICN

 LC  : Préoccupation mineure
La grande æschne (Aeshna grandis) est une espèce eurasiatique de libellules, de la famille des Aeshnidae.

## Description et caractéristiques
Taille totale de 70 à 77 mm. Son envergure est comprise entre 90 et 100 mm. Sa période de vol est de juin à octobre.
Corps majoritairement brun avec taches jaunes latérales sur le thorax et quelques taches bleues pour le mâle sur le second et le troisième segment abdominal. Elle se caractérise par la coloration fumée de ses ailes.

## Habitat et distribution

### Distribution
Elle est présente partout en France dont le Nord-Pas-de-Calais mais pas en Corse . Certaines populations localisées sont regroupées dans les reliefs du sud de leur aire de répartition, en particulier dans les massifs français.

### Habitat
On les trouve aux abords des eaux stagnantes de grandes dimensions comme les lacs, les étangs de pisciculture, les gravières.

## Synonymie
- Aeshna flavipennis Retzius, 1783[3]
- Aeshna linnaei Ander, 1953[3]
- Aeshna nobilis O. F. Müller, 1767[3]
- Libellula grandis Linnaeus, 1758[4]
- Aeschnura grandis[5]